# Rome: Total War
Rome: Total War (tạm dịch: Rome – Chiến tranh tổng lực) là trò chơi máy tính thuộc thể loại chiến thuật thời gian thực và chiến lược theo lượt do hãng The Creative Assembly phát triển và Activision phát hành vào năm 2004. Phiên bản Mac OS X của trò chơi được hãng Feral Interactive phát hành vào ngày 5 tháng 2 năm 2010.. Phiên bản tổng hợp Rome: Total War Anthology được phát hành cho thị trường châu Âu vào ngày 20 tháng 6 năm 2008. Rome: Total War là tựa game thứ ba trong dòng Total War của The Creative Assembly.
Rome: Total War sau khi phát hành đã nhận được nhiều lời khen ngợi và đón nhận tốt bởi các game thủ, từ đó tạo ra một lượng fan mod kiên trì và trung thành khá đông đảo. Nó được coi là một trong những trò chơi chiến lược hay nhất mọi thời đại. Ngày 2 tháng 7 năm 2012, The Creative Assembly đã công bố sự phát triển Total War: Rome II là phiên bản tiếp theo của dòng Total War.

## Cách chơi

Một cảnh giao chiến của đội hình phalanx trên chiến trường thời gian thực trong game.

Lấy bối cảnh vào cuối thời kỳ Cộng hòa La Mã khoảng năm 246 TCN (khởi đầu của cuộc chiến tranh Punic) cho tới đầu thời kỳ Đế quốc La Mã khoảng năm 14 SCN (năm hoàng đế Augustus băng hà). Rome: Total War đưa người chơi trở về thời kỳ chinh phục và thống trị của đế chế La Mã cổ đại qua lối chơi chiến thuật theo lượt truyền thống (TBS). Người chơi khởi đầu bằng việc chọn cho mình một trong ba gia đình La Mã quyền lực: Julii, Brutii và Scipii. Nhiệm vụ của người chơi là mở rộng bờ cõi và ảnh hưởng quyền lực của đế chế đến mọi ngóc ngách trên bản đồ. Chen lẫn vào con đường "tranh bá thiên hạ" giữa ba phe là sự xuất hiện của phe thứ tư là Viện Nguyên Lão (Senate), nơi nắm trọn quyền hành trong xã hội La mã cổ đại do máy điều khiển. Phe này sẽ đưa ra nhiệm vụ để người chơi lựa chọn.
Lối chơi của Rome: Total War được chia thành hai phần là chiến lược theo lượt và chiến thuật thời gian thực. Nếu theo lượt, người chơi sẽ vạch ra các kế hoạch phát triển kinh tế trên bản đồ chiến thuật như lập đường giao thương, trồng trọt, mở hải cảng... để tạo ra những nguồn lợi nhuận, và dùng chúng để chi cho các hoạt động quân sự (tạo quân, trả lương...), xây dựng công trình hay các hoạt động ngoại giao. Ngoài ra, người chơi còn có thể đặt quân mai phục, xây tiền trạm do thám hay các đồn lũy phòng thủ tạm thời trên bản đồ để canh giữ biên giới. Các trận chiến có thể diễn ra trên cánh đồng rộng lớn hay trong thành phố khổng lồ, với hơn 100 loại quân khác nhau tùy phe phái mà người chơi chọn lựa.
Bên cạnh phần chơi chủ lực Imperial Campaign, game còn hỗ trợ các chế độ chơi khác như Historical Battle dành cho người yêu thích các trận đánh nổi tiếng trong lịch sử có tổng cộng 10 trận, Custom Battle với hàng chục màn chơi khác nhau cùng nhiều tinh chỉnh tùy ý, mục Quick Battle với những trận chiến ngẫu nhiên ngay lập tức. Mục chơi mạng bao gồm hai chế độ LAN và Internet. Một trong những điểm khác biệt đầu tiên là Rome: Total War hướng người chơi đi theo phần cốt truyện hơn là theo kiểu chinh phục tự do như trước. Đây cũng là nguyên nhân giải thích cho sự hiện hữu của phe Viện Nguyên Lão (Senate) và những nhiệm vụ của nó trong trò chơi. Hướng đi mới này dẫn đến việc lựa chọn phe chơi bị giới hạn, chỉ còn là ba thay vì rất nhiều như trong các bản trước. Chỉ khi người chơi hoàn tất phần chơi chiến dịch (Imperial Campaign) thì mới mở ra được các phe còn lại.
Sự hấp dẫn kế đến trong cách chơi của Rome: Total War chính là các mặt của game ngày càng chi tiết và có "chiều sâu". Giờ đây người chơi có thể quản lý với nhiều lựa chọn đa dạng. Ví dụ, trong lãnh vực ngoại giao, người chơi có nhiều cách để đạt mục đích: mua chuộc quân, mua bán thành phố, đe dọa đối phương v.v... Nổi bật nhất là phần quân sự: không chỉ cho phép người chơi sắp đặt trước các hành động như mai phục, do thám mà mức độ thật của những trận đánh với hàng loạt công trình chi tiết bên trong khiến việc tấn công chúng không còn đơn giản xua quân phá tường mà cần phải có vũ khí công thành và chiến thuật hẳn hoi. Các đạo quân cũng qui củ và hình thức hơn trong giao tranh lẫn hành quân, dùng chiến thuật (địa hình, đội hình, dụng quân) và ai áp dụng hợp lý sẽ chiến thắng, dù quân đối phương đông hơn vạn lần.
Một điểm hay khác nữa của game là hệ thống trợ giúp khá hiệu quả. Ngoài phần hướng dẫn chi tiết, dễ hiểu, game còn hỗ trợ thêm hai "cố vấn" – một kinh tế, một quân sự thường xuyên đưa ra các lời khuyên khá hữu ích, nhất là với những người mới bắt đầu làm quen với trò chơi. Tuy nhiên, mặt được đánh giá cao hơn nữa là chế độ quản lý tự động. Nhờ vậy mà người chơi đỡ vất vả trong việc kiểm soát đế chế rộng lớn của mình. Mọi việc từ xây nhà, lấy thuế, tạo quân đồn trú đều do máy đảm trách. Cuối cùng, xét về chiều dài của game, dù có cùng kích thước bản đồ với Medieval Total War nhưng các vùng đất trong Rome: Total War trông rộng và nhiều hơn do cách thức di chuyển không còn là dạng gắp và thả như trước mà theo hình thức dùng số bước đi (trong game là dạng cột năng lượng), tương tự một số game như Lords of the Realm, Heroes of Might and Magic... Chính cách thức mới này làm tăng khoảng cách giữa các vùng trong lãnh thổ của người chơi.
Không chỉ vậy, tiến độ di chuyển của người chơi còn phụ thuộc vào các yếu tố như: số lượng quân có trong nhóm, hành quân theo đường cái hay "băng rừng, lội suối" và có ghép quân hay không (trao đổi quân sẽ tốn điểm di chuyển, khác với các bản game trước). Nhiều là do nhà phát triển đã rất khôn khéo: cùng một dải đất, với các phiên bản trước khi hạ được một thành người chơi sẽ sở hữu cả dải đất, trái lại trong Rome: Total War lại bị chia thành từng phần. Vì vậy việc chinh phục cũng mang tính thử thách cao hơn. Gộp cả rộng và nhiều khiến thời gian hoàn tất trò chơi lâu hơn. Tuy có nhiều tính năng phức tạp, nhưng cách sắp xếp giao diện của game trông gọn gàng nhờ phân rõ các chức năng thông qua những icon dễ hiểu. Phần điều khiển quân, càng dễ hơn cho người chơi khi game được hướng về phong cách của dạng RTS: tạo và gọi nhóm quân đơn giản, sử dụng phím tắt. 

### Độ khó

Giao diện bản đồ chiến lược theo lượt cùng bảng đặc tính của nhân vật thành viên gia tộc Julii.

Độ khó của game tỏ ra chênh lệch khá nhiều ở hai mức: trung bình (Normal) và khó nhất (Very Hard). Ở chế độ trung bình, xu hướng chung của máy cho những trận đánh thời gian thực là thụ động chờ đợi và xoay trở chậm. Còn với phần theo lượt, hiếm khi gặp trường hợp máy vây hãm làm khó, thay vào đó chỉ lo co cụm phòng thủ. Điều này hoàn toàn trái ngược khi chơi chế độ khó nhất: máy ra quân và tấn công khá sớm cả thời gian thực lẫn theo lượt, đồng thời khả năng vận dụng đội hình trong trận chiến rất linh hoạt và chớp nhoáng khiến người chơi rất khó khăn để giành chiến thắng. 
Tuy độ khó do các mức quy định, nhưng nó cũng chịu ảnh hưởng một phần bởi các thiết lập. Chẳng hạn, nếu chọn tính năng Arcade, khi giao tranh quân lính sẽ không biết mệt mỏi do không có thể lực, vì vậy độ thật trong các trận đánh sẽ giảm. Việc chọn một trong phe chính ở phần chiến dịch cũng là một tác nhân không nhỏ. Tùy theo phe mà người chơi chọn lựa thì độ khó sẽ khác nhau. Theo thứ tự thì phe Brutii dễ chơi nhất dù chọn mức độ nào, vì địa thế lãnh thổ rất có lợi: tránh được tấn công sớm, dễ đổ bộ đánh chiếm các thành phố ven biển, dễ hạ đối phương (chủ yếu là Hi Lạp và Ai Cập). Ngược lại, Julii lại tỏ ra khó khăn: ngay khi mới bắt đầu đã đụng độ với sự thách thức của man tộc Gaul hung tợn, làm cho việc mở rộng bờ cõi rất chậm chạp. Riêng với Scipii, địa hình tạm ổn với đa phần giáp biển, nhưng việc đáng lo nhất là để thủ đô nằm giữa hai kình địch (Julii và Brutii) nên rất nguy hiểm về sau.

### Phe phái
Chiến dịch của trò chơi mới đầu chỉ có 3 phe chính là chơi được, tất cả đều là người La Mã gồm: Julii, Brutii và Scipii. Sau khi hoàn thành một chiến dịch trong ba phe sẽ mở khóa thêm 8 phe nữa. Các phe được mở khóa gồm: Các thành bang Hy Lạp (The Greek Cities), Ai Cập, Nhà Seleucid, Carthage, Gaul, Germania, Britannia và Parthia. Các phe phái không chơi được trong phần chiến dịch gồm: Macedonia, Pontus, Armenia, Numidia, Scythia, Dacia, Thrace, Tây Ban Nha, Viện nguyên lão (S.P.Q.R), và quân phiến loạn (Rebel).

### Trận chiến lịch sử
Rome: Total War cho phép người chơi tham gia vào các trận đánh được tái hiện đúng như trong lịch sử bằng cách giao cho người chơi một nhóm quân đông đảo hoặc ít ỏi tùy theo từng trận và phải có chiến thuật kkhéo léo nhằm đánh bại đối phương để giành chiến thắng. Dưới đây là danh sách những màn chơi trong mục này: 
- Trận hồ Trasimene
- Trận Raphia
- Trận Telamon
- Trận vây hãm Gergovia
- Trận sông Trebia
- Trận Asculum
- Trận Carrhae
- Trận Cynoscephalae
- Trận rừng Teutoburg
- Trận vây hãm Sparta

## Bản mở rộng

### Barbarian Invasion
Bản mở rộng Barbarian Invasion cho phép người chơi điều khiển các quốc gia man rợ ở châu Âu và Trung Đông cũng như hai nửa đông, tây của Đế quốc La Mã trong thời kỳ suy tàn cuối cùng. Bản mở rộng còn thêm vào những vấn đề tôn giáo phức tạp hơn, với những thay đổi xảy ra trong tình trạng bất ổn ảnh hưởng đến tôn giáo nhà nước và sự phổ biến của các gia tộc cầm quyền. Chiến dịch diễn ra trong khoảng thời gian từ năm 363 đến 476. 

### Alexander
Bản mở rộng Alexander tập trung vào vai trò của Alexander Đại đế và tái hiện những cuộc chinh phục và trận đánh lừng danh của ông. Chiến dịch diễn ra trong khoảng thời gian từ năm 336 TCN đến 323 TCN.

## Phát triển
Một bản demo của trò chơi được phát hành vào ngày 23 tháng 8 năm 2004 dưới dạng tải về miễn phí. Ở bản demo này người chơi được phép điều khiển phe Carthage dưới sự chỉ huy của viên tướng lừng danh Hannibal trong trận chiến sông Trebia.
Trước khi phát hành, một phiên bản sơ bộ nhưng hoàn toàn khả thi của game engine được sử dụng trong hai loạt chương trình truyền hình: Decisive Battles (Những trận đánh quyết định) của History Channel dùng để tái tạo các trận đánh lịch sử nổi tiếng và Time Commanders (Những viên chỉ huy thời đại) của BBC Two, nơi những đội gồm các tay chơi mới vào nghề không phải game thủ sẽ chỉ huy các đội quân cổ đại để tái hiện các trận đánh quan trọng của thời kỳ này. Game engine được các sử gia quân sự điều chỉnh cụ thể cho các chương trình truyền hình nhằm thể hiện chính xác tính lịch sử tối đa. Ngoài ra, những bản trước đây đều có cùng bài nhạc nền giống như các trận chiến trong Rome: Total War.
Phần soundtrack gốc cho game được sáng tác bởi Jeff van Dyck, người đã nhận đề cử Giải thưởng Tương tác BAFTA (British Academy) cho tác phẩm của mình. Vợ ông Angela van Dyck còn góp thêm một số giọng ca gồm bài "Forever" được phát trong phần credit của game; Angela còn viết lời cho bài hát "Divinitus" được viết gần như là tiếng Latinh.

## Đón nhận
Rome: Total War được giới phê bình đánh giá cao và xem như là một trong những trò chơi chiến lược hay nhất của năm 2004, giành được nhiều giải thưởng và điểm cao từ các trang web chơi game và tạp chí như nhau. Trang web tổng hợp điểm đánh giá Game Rankings cho thấy điểm trung bình 91,7% từ 65 lời đánh giá phê bình lớn, với 48 đánh giá ở mức 90% hoặc cao hơn.
- PC Gamer (UK): 5 game PC hay nhất mọi thời đại "95%"
- IGN: Editor's Choice Award, 4 game PC hay nhất mọi thời đại, 14 game hay nhất mọi thời đại.[4][18]
- PC Gamer (US): Editor's Choice, Game chiến lược hay nhất của năm 2004
- GameSpot: Editor's Choice, Game chiến lược của năm 2004
- Adrenaline Vault: Dấu ấn xuất sắc
- GameSpy: Editor's Choice
- E3 2003 Giải thưởng phê bình game: Game chiến lược hay nhất
- X-Play: 5/5
- PC Powerplay: 95%